# Veľká nad Ipľom
Veľká nad Ipľom (hongrois : Vilke) est un village de Slovaquie situé dans la région de Banská Bystrica.

## Histoire
La première mention écrite du village date de 1238.
La localité fut annexée par la Hongrie après le premier arbitrage de Vienne le 2 novembre 1938. En 1938, on comptait 1 072 habitants dont 5 d'origine juive. Elle faisait partie du district de Lučenec (hongrois : Losonci járás). Le nom de la localité avant la Seconde Guerre mondiale était Veliká nad Ipľom/Vilke. Durant la période 1938 - 1945, le nom hongrois Vilke était d'usage. À la libération, la commune a été réintégrée dans la Tchécoslovaquie reconstituée.

## Démographie

### Évolution de la population
| Année:               | 1994. | 2004.   | 2014.   | 2024.   |
| -------------------- | ----- | ------- | ------- | ------- |
| Nombre de personnes: | 882   | 943     | 940     | 954     |
| Différence:          |       | +6,91 % | -0,31 % | +1,48 % |

| Année:               | 2023. | 2024.   |
| -------------------- | ----- | ------- |
| Nombre de personnes: | 949   | 954     |
| Différence:          |       | +0,52 % |